# Americano do Brasil (ort)
Americano do Brasil är en ort i Brasilien.   Den ligger i kommunen Americano do Brasil och delstaten Goiás, i den centrala delen av landet, 230 km väster om huvudstaden Brasília. Americano do Brasil ligger 894 meter över havet och antalet invånare är 5 508.
Terrängen runt Americano do Brasil är huvudsakligen platt, men västerut är den kuperad. Runt Americano do Brasil är det ganska glesbefolkat, med 22 invånare per kvadratkilometer..
Omgivningarna runt Americano do Brasil är huvudsakligen savann.